# 26734 Terryfarrell
26734 Terryfarrell este un asteroid din centura principală, descoperit pe 23 aprilie 2001, de William Yeung.